# Pflegekurs
Pflegekurse bieten praktische Anleitung und Informationen ebenso wie Beratung und Unterstützung für pflegende Angehörige und Ehrenamtliche. Sie sind in Deutschland eine verpflichtende Dienstleistung der Pflegekassen für ehrenamtlich Pflegende und interessierte Personen. Der Anspruch auf Pflegekurse ist in § 45 SGB XI festgelegt. Die Teilnahme an Pflegekursen ist für die Teilnehmer unentgeltlich, die Kosten werden von der Pflegeversicherung übernommen.
Pflegekassen führen Pflegekurse selber durch oder bieten diese in Kooperationen mit anderen Dienstleistern, wie z. B. Pflegediensten, Sozialstationen, der Volkshochschule oder Verbänden der freien Wohlfahrtspflege, an.

## Ziele
Zielsetzung der Pflegekurse ist es, die häusliche Pflege für Angehörige zu erleichtern und die Qualität der ehrenamtlichen Pflege zu verbessern. Insgesamt soll die häusliche Pflege gefördert werden, auch um eine vollstationäre Pflege möglichst zu vermeiden oder so lange wie möglich hinauszuschieben. Durch die ansteigende Zahl an pflegebedürftiger Personen steigt auch der Bedarf an Personen und Angehörigen, die die häusliche Pflege sicherstellen.

## Zielgruppe
Pflegekurse richten sich an ehrenamtlich Pflegende. Dabei können auch Interessenten teilnehmen, die (noch) keinen zu pflegenden Angehörigen haben. Es ist auch unerheblich, ob bereits Leistungen der Pflegeversicherung bezogen werden. Der Teilnehmerkreis umfasst somit nicht nur Pflegepersonen im engeren Sinne, sondern alle Interessenten, die sich über häusliche Pflege informieren möchten.

## Inhalte
In Pflegekursen sollen wichtige Kenntnisse und Fähigkeiten vermittelt werden, die für die häusliche Pflege pflegebedürftiger Menschen von Bedeutung sind. Neben Informationen über Leistungsansprüche, die richtige Lagerung und Bewegung Pflegebedürftiger werden z. B. auch Ratschläge zur richtigen Ernährung und Tipps zur Grundpflege vermittelt. Wichtiger Bestandteil ist auch die Information über und die Unterstützung bei pflegebedingten eigenen psychischen und körperlichen Belastungen der pflegenden Angehörigen sowie eine allgemeine Beratung über in Frage kommende Pflegeleistungen Pflegehilfsmittel und  Leistungen anderer Sozialleistungsträger.

## Methodik
Pflegekurse werden in der Regel als Gruppenkurse oder individuelle häusliche Schulungen durchgeführt. Die DAK-Gesundheit bietet seit 2015 mit dem DAK-Pflegecoach den ersten online basierten Pflegekurs für ehrenamtlich Pflegende an. Für Angehörige von dementiell Erkrankten gibt es seit 2016 den deutschsprachigen Online-Pflegekurs „Demenz-Spezial“.